# التنصيب الأول لجورج بوش الابن
أول تنصيب ل‍جورج بوش الابن كرئيس للولايات المتحدة الأمريكية كان يوم السبت 20 يناير 2001 في الجبهة الغربية من كابيتول الولايات المتحدة في واشنطن العاصمة. كان هذا التنصيب الرابع والخمسين وشكل بداية الولاية الأولى لجورج دبليو بوش كرئيس و‌ديك تشيني كنائب للرئيس. أدار رئيس القضاة (ويليام رينكويست) القسم الرئاسي في الساعة 12:01 مساءً بعد أن أدار اليمين الدستورية لنائب الرئيس أيضاً. وحضر مراسم أداء اليمين ما يقدر بـ 300،000 شخص.

## معرض الصور

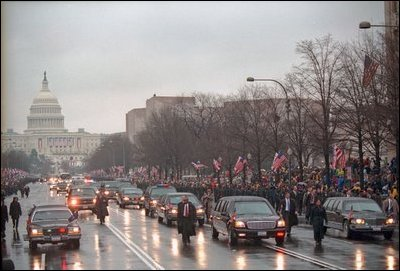
الموكب الرئاسي أثناء العرض الافتتاحي
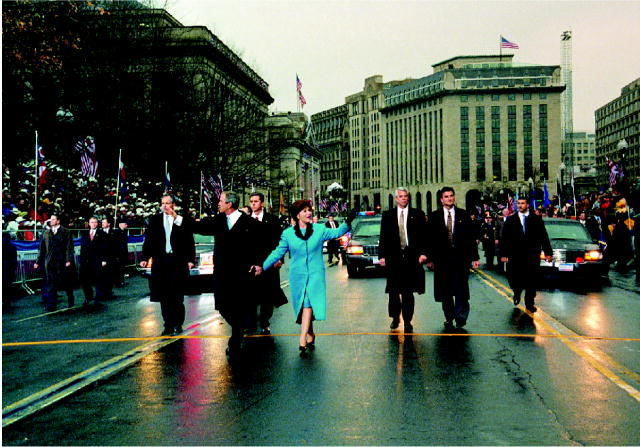
بوش يمشي في الموكب الافتتاحي
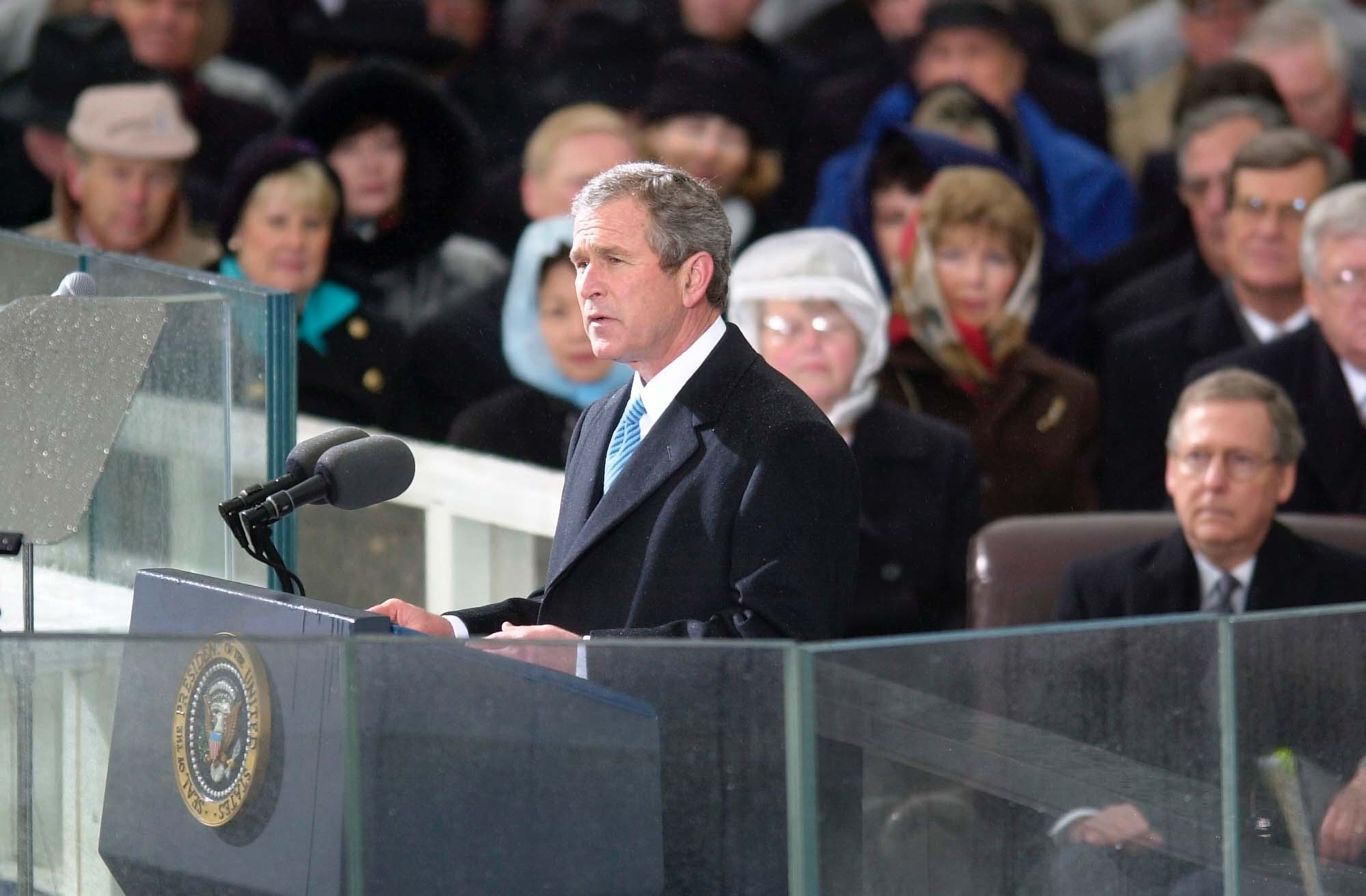
بوش يلقي خطاب تنصيبه

## وصلات خارجية
- Bush's First Inaugural Address from C-SPAN (with audio) على يوتيوب
- Sites for news coverage of the 2001 inauguration
- Text of Bush's First Inaugural Address